# Okeanski rov
Okeanski rovovi su topografske depresije na morskom dnu, relativno male širine, ali su vrlo dugačke. Ta okeanografska svojstva su najdublji delovi okeanskog dna. Okeanski rovovi su karakteristična morfološka karakteristika konvergentnih granica ploča, duž kojih se litosferne ploče pomeraju jedna prema drugoj brzinom koja varira od nekoliko milimetara do preko deset centimetara godišnje. Rov označava položaj u kome se savinuti, subdukcijski segment ploče počinje da spušta ispod druge litosferne ploče. Rovovi su uglavnom paralelni s vulkanskim ostrvskim lukom, i na oko 200 km (120 mi) od vulkanskog luka. Okeanski rovovi obično se protežu 3—4 km (1,9—2,5 mi) ispod nivoa okolnog okeanskog dna. Najveća okeanska dubina izmerena je u dubokom delu bezdana Čelendžer u Marijanskom rovu, na dubini od 11,034 m (36,20 ft) ispod nivoa mora. Okeanska litosfera se kreće u rovovima  globalnom brzinom od oko 3 km²/godišnje.

## Geografska distribucija
Postoji oko 50.000 km (31.000 mi) konvergentnih rubova ploča, uglavnom oko Tihog okeana - što je razlog za naziv „pacifički tip” margine - mada su rovovi isto tako prisutni u istočnom Indijskom okeanu, i na relativno kratkim konvergentnim segmentima margina u Atlantskom okeanu i u Sredozemnom moru. Globalno, postoji preko 50 glavnih okeanskih rovova koji pokrivaju površinu od 1,9 miliona km² ili oko 0,5% okeanskog dna. Rovovi koji su delimično ispunjeni poznati su kao „korita”, a ponekad su u potpunosti zatrpani i nemaju batimetrijsku ekspresiju, ali fundamentalne strukture tektonskih ploča koje su predstavljene znače da se ovde treba koristiti atribut naziva veliki. Ovo se odnosi na rovove Kaskadije, Makrana, južnih Malih Antila i Kalabrije. Rovovi zajedno sa vulkanskim lukovima i zonama zemljotresa koje prodiru ispod vulkanskih lukova do dubina od 700 km (430 mi), dijagnostički odslikavaju granice konvergentnih ploča i njihove dublje manifestacije, zone subdukcije. Rovovi su povezani sa, mada različiti od kontinentalnih zona sudara (poput one između Indije i Azije koja je dovela do formiranja Himalaja). Rovovi su sektori gde kontinentalna kora ulazi u zonu subdukcije. Kada plutajuća kontinentalna kora zadre u rov, subdukcija se na kraju zaustavlja i područje postaje zona kontinentalne kolizije. Karakteristike analogne rovovima povezane su sa zonama kolizije, uključujući prethodeće basene ispunjene sedimentom, poput onih na kojima teku reke Gang i Tigris-Eufrat.

## Istorija termina „rov”
Rovovi nisu bili jasno definisani sve do kasnih 1940-ih i 1950-ih. Batimetrija okeana nije bila od velikog značaja sve do kraja 19. i početka 20. veka, kada su prvi put položeni transatlantski telegrafski kablovi na morskom dnu između kontinenata. Izduženi batimetrijski izraz rovova prepoznat je tek u 20. veku. Termin „rov” se ne pojavljuje u klasičnoj knjizi o okeanografiji Murija i Hjorta (1912). Umesto toga, oni su primenjivali izraz „dubina” za najdublje delove okeana, kao što je Čelenger bezdan. Iskustva sa ratišta Prvog svetskog rata uspostavila su koncept rova kao izdužene depresije koja je definisala važnu granicu, što je verovatno dovelo do toga da se izraz „rov” koristio za opisivanje prirodnih karakteristika tokom ranih 1920-ih. Termin je prvi put upotrebio Skofild u geološkom kontekstu dve godine nakon završetka rata za opisivanje strukturno kontrolisane depresije u Stenovitim planinama. Džonston je u svom udžbeniku Uvod u okeanografiju iz 1923. godine prvi upotrebio taj termin u njegovom modernom smislu za bilo koju upadljivu, izduženu depresiju morskog dna.
Tokom 1920-ih i 1930-ih, Feliks Andris Vening Mejnes razvio je jedinstveni gravimetar, koji je može da meri gravitaciju na podmornici i koristio ga je za merenje gravitacije na rovovima. Njegova merenja su otkrila da su rovovi mesta poniranja u čvrstoj Zemlji. Koncept poniranja u rovovima je okarakterisao Grigs 1939. godine kao hipotezu tektogena, za koju je on razvio analogni model koristeći par rotirajućih bubnjeva. Drugi svetski rat na Tihom okeanu doveo je do velikih poboljšanja batimetrije, naročito u zapadnom Tihom okeanu, a linearna priroda ovih dubina postala je jasna. Brz rast istraživačkih napora u dubokom moru, posebno široka upotreba eho dubinomera tokom 1950-ih i 1960-ih, potvrdila je morfološku korisnost termina. Važni rovovi su identifikovani, uzorkovani i njihove najveće dubine je sonički testirane. Rana faza rovovskih istraživanja je kulminirala je 1960. godine spuštanjem batiskafa Trst, koji je postavio nenadmašni svetski rekord zaronjanjem do dna Čelenger bezdana. Nakon artikulacije hipoteze o širenju morskog dna Roberta S. Dica i Harija Hesa tokom ranih 1960-ih, i revolucije tektonskih ploča kasnih 1960-ih, pojam „rov” je redefinisan sa konotacijama tektonskih ploča i batimetrije.

## Literatura
- Christensen, UR (1996). „The Influence of Trench Migration on Slab Penetration into the Lower Mantle.”. Earth and Planetary Science Letters. 140 (1–4): 27—39. Bibcode:1996E&PSL.140...27C. doi:10.1016/0012-821x(96)00023-4 .

- „Deep-sea trench”. McGraw-Hill Encyclopedia of Science & Technology (8th изд.). 1997.
- Flower, MFJ; Dilek, Y (2003). „Arc–trench Rollback and Forearc Accretion: 1. A Collision–Induced Mantle Flow Model for Tethyan Ophiolites”. Pub. Geol. Soc. Lond. 218 (1): 21—41. Bibcode:2003GSLSP.218...21F. doi:10.1144/gsl.sp.2003.218.01.03.
- Fisher, R. L.; Hess, H. H. (1963).  M. N. Hill, ур. „Trenches”. The Sea v. 3 The Earth Beneath the Sea. New York: Wiley-Interscience. стр. 411—436.
- Hall, R; Spakman, W (2002). „Subducted Slabs Beneath the Eastern Indonesia–Tonga Region: Insights from Tomography”. Earth and Planetary Science Letters. 201 (2): 321—336. Bibcode:2002E&PSL.201..321H. CiteSeerX 10.1.1.511.9094 . doi:10.1016/s0012-821x(02)00705-7.

- Hamilton, W. B. (1988). „Plate tectonics and island arcs”. Geological Society of America Bulletin. 100 (10). стр. 1503—1527.
- Hawkins, J. W.; Bloomer, S. H.; Evans, C. A.; Melchior, J. T. (1984). „Evolution of Intra-Oceanic Arc-Trench Systems”. Tectonophysics. 102 (1–4): 175—205. Bibcode:1984Tectp.102..175H. doi:10.1016/0040-1951(84)90013-1.
- Jarrard, R. D. (1986). „Relations among subduction parameters”. Reviews of Geophysics. 24 (2): 217—284. Bibcode:1986RvGeo..24..217J. doi:10.1029/RG024i002p00217.
- Ladd, J.W.; Holcombe, T. L.; Westbrook, G. K.; Edgar, N. T. (1990).  Dengo, G.; Case, J., ур. „Caribbean Marine Geology: Active margins of the plate boundary”. The Geology of North America, Vol. H, The Caribbean Region. Geological Society of America. стр. 261—290.
- Nakakuki, T; Mura, E (2013). „Dynamics of Slab Rollback and Induced Back-Arc Basin Formation”. Earth and Planetary Science Letters. 361 (B11): 287—297. Bibcode:2013E&PSL.361..287N. doi:10.1016/j.epsl.2012.10.031.
- Schellart, WP; Lister, GS (2004). „Orogenic Curvature: Paleomagnetic and Structural Analyses”. Geological Society of America: 237—254.
- Schellart, WP; Lister, GS; Toy, VG (2006). „A Late Cretaceous and Cenozoic Reconstruction of the Southwest Pacific Region: Tectonics Controlled by Subduction and Slab Rollback Processes”. Earth-Science Reviews. 76 (3–4): 191—233. Bibcode:2006ESRv...76..191S. doi:10.1016/j.earscirev.2006.01.002.
- Schellart, WP; Moresi, L (2013). „A New Driving Mechanism for Backarc Extension and Backarc Shortening Through Slab Sinking Induced Toroidal and Poloidal Mantle Flow: Results from dynamic subduction models with an overriding plate”. Journal of Geophysical Research. 118 (6): 3221—3248. Bibcode:2013JGRB..118.3221S. doi:10.1002/jgrb.50173.

- Scholl, D. W.; Scholl, D (1993). „The return of sialic material to the mantle indicated by terrigeneous material subducted at convergent margins”. Tectonophysics. 219 (1–3): 163—175. Bibcode:1993Tectp.219..163V. doi:10.1016/0040-1951(93)90294-T.
- Sibuet, M.; Olu, K. (1998). „Biogeography, biodiversity and fluid dependence of deep-sea cold-seep communities at active and passive margins”. Deep-Sea Research. II (45): 517—567. Bibcode:1998DSRII..45..517S. doi:10.1016/S0967-0645(97)00074-X.
- Smith, W. H. F.; Sandwell, D. T. (1997). „Global sea floor topography from satellite altimetry and ship depth soundings”. Science. 277 (5334): 1956—1962. doi:10.1126/science.277.5334.1956.
- Stern, R. J. (2002). „Subduction Zones”. Reviews of Geophysics. 40 (4): 1012—1049. Bibcode:2002RvGeo..40.1012S. doi:10.1029/2001RG000108.
- Watts, A.B. (2001). Isostasy and Flexure of the Lithosphere. Cambridge University Press. 458p.
- Wright, D. J.; Bloomer, S. H.; MacLeod, C. J.; Taylor, B.; Goodlife, A. M. (2000). „Bathymetry of the Tonga Trench and Forearc: a map series”. Marine Geophysical Researches. 21 (489–511): 2000. Bibcode:2000MarGR..21..489W. doi:10.1023/A:1026514914220.
- Hargitai H., Kereszturi Á. (eds): Encyclopedia of Planetary Landforms. Springer. https://link.springer.com/referencework/10.1007/978-1-4614-3134-3
- Olsen, R. C. (2007), Remote Sensing from Air and Space, SPIE, ISBN 978-0-8194-6235-0
- Lewis, K. B.; Collot, J. Y.; Lallem, S. E. (1998). „The dammed Hikurangi Trough: a channel‐fed trench blocked by subducting seamounts and their wake avalanches (New Zealand–France GeodyNZ Project)” (PDF). Basin Research. 10 (4): 441—468. doi:10.1046/j.1365-2117.1998.00080.x. Архивирано из оригинала (PDF) 01. 12. 2020. г. Приступљено 29. 4. 2017.
- Stratford, W.; Peirce, C.; Paulatto, M.; Funnell, M.; Watts, A. B.; Grevemeyer, I.; Bassett, D. (2015). „Seismic velocity structure and deformation due to the collision of the Louisville Ridge with the Tonga-Kermadec Trench” (PDF). Geophysical Journal International. 200 (3): 1503—1522. doi:10.1093/gji/ggu475. Архивирано из оригинала (PDF) 26. 10. 2015. г. Приступљено 16. 4. 2017.
- Timm, C.; Davy, B.; Haase, K.; Hoernle, K. A.; Graham, I. J.; de Ronde, C. E.; Woodhead, J.; Bassett, D.; Hauff, F.; Mortimer, N.; Seebeck, H. C.; Wysoczanski, R. J.; Caratori-Tontini, F.; Gamble, J. A. (2014). „Subduction of the oceanic Hikurangi Plateau and its impact on the Kermadec arc” (PDF). Nature Communications. 5: 4923. PMID 25230110. doi:10.1038/ncomms5923. Приступљено 9. 4. 2017.
- Yancey, P. H.; Gerringer, M. E.; Drazen, J. C.; Rowden, A. A.; Jamieson, A. (2014). „Marine fish may be biochemically constrained from inhabiting the deepest ocean depths”. PNAS. 111 (12): 4461—4465. PMC 3970477 . PMID 24591588. doi:10.1073/pnas.1322003111. Приступљено 29. 4. 2017.

## Spoljašnje veze
- „HADEX: Research project to explore ocean trenches”. Woods Hole Oceanographic Institution.
- „Ocean Trenches”. Woods Hole Oceanographic Institution.